# Iszoryszki
Iszoryszki (lit. Išoriškės) − wieś na Litwie, w rejonie wileńskim, 3 km na południe od Bujwidzów, zamieszkana przez 14 ludzi. Przed II wojną światową w Polsce, w powiecie wileńsko-trockim województwa wileńskiego.